# Фудбалски савез Никарагве
Фудбалски савез Никарагве (шп. Federación Nicaragüense de Fútbol (FNF)) је организација која надгледа и управља фудбалом у Никарагви. Налази се у главном граду државе Манагви. НФФ је основан 1931. године, придружио се ФИФАи 1950. а КОНКАКАФу 1968. године. Постала је један од оснивача УНКАФа 1991. године. Савез организује активности и управља фудбалским репрезентацијама (мушкарци, жене, омладина). Државно првенство и многа друга такмичења одржавају се под покровитељством федерације.